# Sulfure de titane(II)
Pour les articles homonymes, voir Sulfure de titane.
Le sulfure de titane(II), ou monosulfure de titane, est un composé chimique de formule TiS. Il s'agit d'un solide brun, cristallisé dans le système trigonal selon le groupe d'espace R3m (no 166) avec les paramètres a = 342 pm, c = 2 650 pm et Z = 9 ; il a été découvert en avril 2011 dans une chondrite à enstatite, dite Yamato 691 (en), trouvée par la Japanese Antarctic Research Expedition dans la zone de glace bleue de la chaîne de la Reine-Fabiola, sous la forme d'un minéral, la wassonite, de composition empirique (Ti0,93,Fe0,06,Cr0,01)S.